# 弦樂四重奏

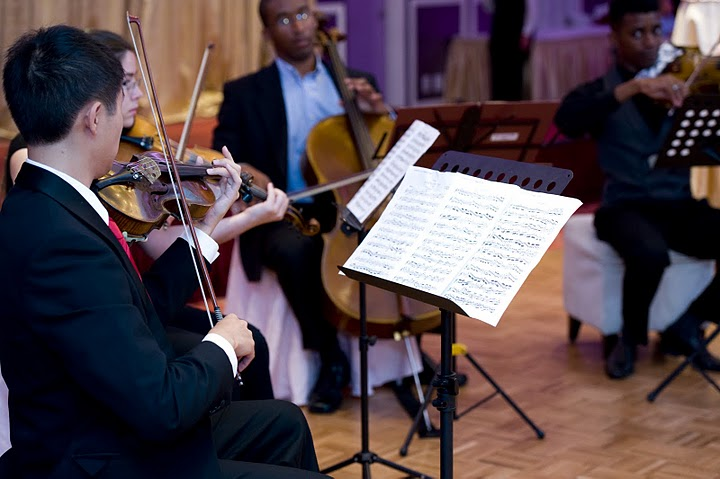
弦樂四重奏

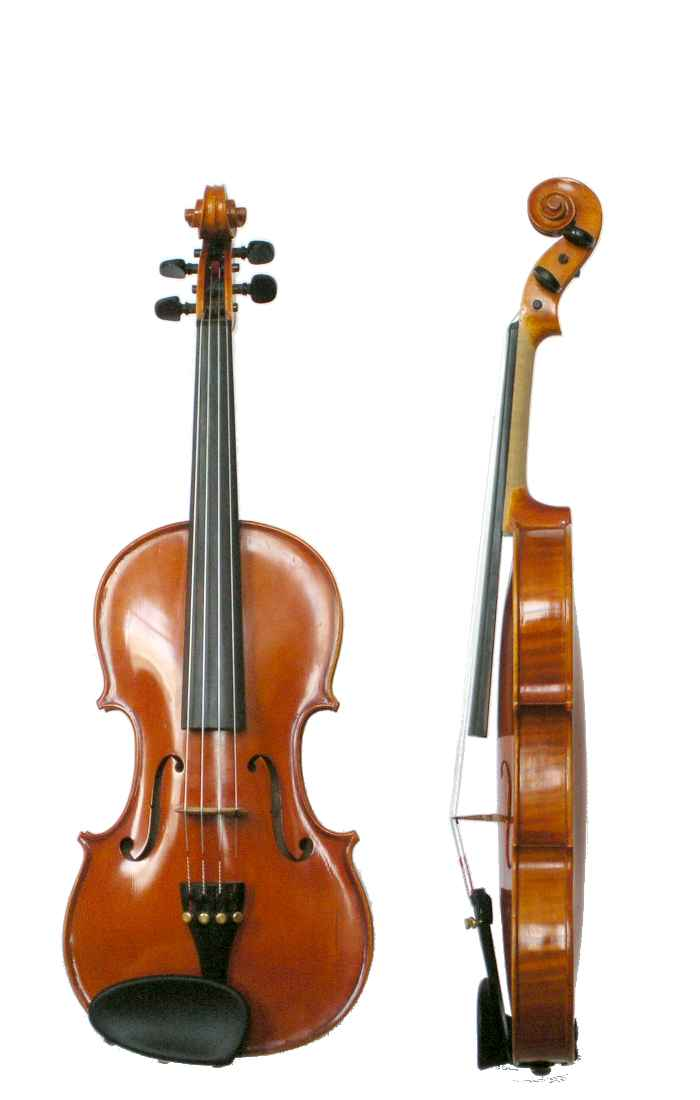
小提琴近照。一個弦樂四重奏團通常有兩把小提琴。

弦樂四重奏既是一種音樂演奏形式（由四把弦樂器負責，通常是二把小提琴，一把中提琴和一把大提琴），也指一種曲類。除了標準編制之外，弦樂四重奏團體有很多種可能的形式變化，如三把小提琴和一低音提琴，或是小提琴，中提琴，一大提琴和一把吉他，抑或是加入其他樂器，如鋼琴五重奏，即弦樂四重奏加一鋼琴，弦樂五重奏，弦樂四重奏加一中提琴，大提琴或是低音提琴。弦樂三重奏，由一把小提琴，一中提琴和一大提琴擔任。還有鋼琴四重奏，用鋼琴代替弦樂四重奏中的一把小提琴。
18世紀以後，大多數的作曲家都寫有弦樂四重奏，常見的形式是四樂章作品，和交響曲一樣有著複雜的結構。首尾兩樂章通常是快板，中間的樂章，在古典四重奏中是慢板和舞曲。

## 歷史
承前，弦樂四重奏這種音樂形式在18世紀以後蔚為興盛。海頓的第一首弦樂四重奏有五個樂章，與嬉遊曲或是小夜曲相似，但是1769至70年間創作的第9號，則是以日後成為標準的形式出現的：四樂章，一個快板，一個慢板，一個小步舞曲和三重奏，還有一個快的終曲。海頓將源於巴洛克時期的組曲形式化為弦樂四重奏的標準形式，被後世尊為“弦樂四重奏之父”。海頓也在社交場合和臨時組成的弦樂四重奏團演出他自己的作品，就連莫扎特也當過他的搭檔。
早在海頓的時代，弦樂四重奏就被視為對一個作曲家功力的考驗。這是由於弦樂四重奏不如管弦樂那樣有這麼多樂器可供表現之用，音樂只能以自身，而非音色去取悅聽眾，可說是十九世紀「絕對音樂」的代表性曲式。
弦樂四重奏在古典主義時期開花，莫扎特和貝多芬都沿著海頓的作品寫下了多部有名的弦樂四重奏作品。19世紀弦樂四重奏陷入低潮，一個奇怪的現象，一些作曲家只寫下一首弦樂四重奏，可能他們認為自己已經駕馭了這種曲式，無可突破之處。當現代音樂來臨之際，弦樂四重奏又得以重生。

## 著名作品
下面是一些18世紀到20世紀80年代弦樂四重奏名曲：
- 海頓的68首弦樂四重奏，特別是晚期的艾德蒂四重奏，作品76。
- 莫扎特的23首弦樂四重奏：其中，題獻給海頓的六首四重奏，被普遍認為是古典弦樂四重奏的頂峰之作[註 5]。C大調第19號《不和諧音》，K. 465以其不調和的前奏著名。
- 貝多芬的16首弦樂四重奏，每首都聲譽甚隆。早期弦樂四重奏1-6號（作品18）展示了他自海頓和莫扎特以來對弦樂四重奏發展的總結。之後进入中期，前三首弦樂四重奏7-9號(作品59)又被称作“拉祖莫夫斯基四重奏”，至今仍然十分流行，因為這些作品大大地擴展其表現形式和吸收了新的情感和戲劇性；接下來也有弦樂四重奏10號（作品74，“竖琴”）与11號（作品95，“严肃”）。晚期则有弦樂四重奏12-16（作品127，130，131，132和135）和大賦格（作品134），這最後五首弦樂四重奏和大賦格為作曲家最後的作品，充滿著不妥協的鬥志，被認為是最偉大的作品，但是相比起貝多芬中期浪漫的拉祖莫夫斯基四重奏，普及程度還是稍遜一籌。
- 舒伯特的c小調第12號弦樂四重奏《四重奏樂章》，d小調第14號弦樂四重奏《死與少女》。還有A小調第13號弦樂四重奏《Rosamunde》和他最後的G大調第15號弦樂四重奏。
- 董尼才第的十八首弦樂四重奏。
- 孟德爾頌的六首弦樂四重奏。
- 史麥塔納的e小調第1號弦樂四重奏《我的生涯》。
- 布拉姆斯的三首弦樂四重奏。
- 德弗札克的F大調第12號弦樂四重奏《美國》。
- 柴可夫斯基的第1號弦樂四重奏，作品11，特別是第二樂章"如歌的行板"。
- 鮑羅丁的D大調第2號弦樂四重奏，特別是第三樂章"夜曲"。
- 德布西的g小調弦樂四重奏，作品10。
- 荀白克的四首弦樂四重奏。
- 拉威爾的F大調第弦樂四重奏。
- 楊納傑克的第1號弦樂四重奏《克羅采》，靈感來自托爾斯泰的小說《克羅采奏鳴曲》，其小說靈感來自貝多芬的《第九号小提琴奏鳴曲》克羅采奏鳴曲。
- Frank Bridge的第3號弦樂四重奏。
- 巴爾托克的六首弦樂四重奏。
- 貝爾格的抒情組曲，作給弦樂四重奏。
- 馬提努的協奏曲給弦樂四重奏和管弦樂團
- 魏拉-羅伯士的十七首弦樂四重奏。
- 蕭斯達高維契的十五首弦樂四重奏，特別是c小調第8號弦樂四重奏，作品110。
- 菅野茂的六首弦樂四重奏《Dietro il Pontecello》。
- 武滿徹的第1號四重奏給弦樂《A Way a Lone》。13
- 莫扎特的小夜曲K.525。

## 團體
為了演出，一班的弦樂樂師會組成弦樂四重奏團。有時他們會一起合奏多年，或者會更換成員但保留名稱（名稱以外文為主）：
以作曲家為名的四重奏團
- 貝多芬絃樂四重奏團（Beethoven Quartet）
- 阿爾班·貝爾格弦樂四重奏團（Alban Berg Quartet）
- 鮑羅定弦樂四重奏團（Borodin Quartet）
- 高大宜弦樂四重奏團（Kodály Quartet）
- 史麥塔納弦樂四重奏團（Smetana Quartet）
- 柴可夫斯基弦樂四重奏團（Tchaikovsky Quartet）
- 維奧蒂四重奏團（Quatuor Viotti）
- 沃爾夫弦樂四重奏團（Hugo Wolf Quartet）
- 伊薩依弦樂四重奏團（Ysaÿe Quartet）

其他團體
- 艾歐里安弦樂四重奏團（Aeolian Quartet）
- 艾爾伯尼弦樂四重奏團（Alberni Quartet）
- 阿雷格里弦樂四重奏團（Allegri Quartet）
- 阿瑪迪斯弦樂四重奏團（Amadeus Quartet）
- 阿馬蒂弦樂四重奏團（Amati Quartet）
- 阿迪蒂弦樂四重奏團（Arditti Quartet）
- 阿貝鳩奈弦樂四重奏團（Quatuor Arpeggione）
- 澳大利亞弦樂四重奏團（Australian String Quartet）
- 阿維夫弦樂四重奏團（Aviv String Quartet）
- Balanescu弦樂四重奏團（Balanescu Quartet）
- 貝爾琪亞弦樂四重奏團（Belcea Quartet）
- 辣妹弦樂四重奏團（Bond（band））
- 布蘭迪斯四重奏（Brandis Quartet）
- 布蘭塔諾弦樂四重奏團（Brentano Quartet）
- 柏洛斯基弦樂四重奏團（Brodsky Quartet）
- 布達佩斯弦樂四重奏團（Budapest Quartet），以及後來的新布達佩斯弦樂四重奏團（New Budapest Quartet）
- 布希弦樂四重奏團（Busch Quartet）
- Carmine弦樂四重奏團（Carmine Quartet）
- Cavani弦樂四重奏團（Cavani Quartet）
- Claring Chamber Players
- 克利夫蘭弦樂四重奏團（Cleveland Quartet）
- 奇夌季里安弦樂四重奏團（Chilingirian Quartet）
- 科羅拉多弦樂四重奏團（Colorado Quartet）
- 科爾維努斯弦樂四重奏團（Corvinus Quartet）
- 卡溫頓弦樂四重奏團（Covington Quartet）
- 庫爾弦樂四重奏團（Coull Quartet）
- 克雷莫纳四重奏團（Quartetto di Cremona）
- 絲柏弦樂四重奏團（Cypress Quartet）
- 達文西弦樂四重奏團（Da Vinci Quartet）
- 代爾姆弦樂四重奏團（Delme Quartet）
- 太陽弦樂四重奏團（Del Sol Quartet）
- 公爵弦樂四重奏團（Duke Quartet）
- 愛默生弦樂四重奏團（Emerson String Quartet）
- 安德里昂弦樂四重奏團（Endellion Quartet）
- 四弦弦樂四重奏團（The Four Strings Quartet）
- 菲斯特提弦樂四重奏團（Festetics String Quartet）
- 費兹威廉弦樂四重奏團（Fitzwilliam Quartet）
- 弗路克斯四重奏（Flux Quartet）
- 加布里埃利弦樂四重奏團（Gabrieli Quartet）
- 布商大厦弦乐四重奏团（Gewandhaus Quartet）
- 葛利勒弦樂四重奏團（Griller Quartet）
- 四方瓜达尼尼（Quartetto Guadagnini）
- 瓜奈里弦樂四重奏團（Guarneri Quartet）
- 哈根弦樂四重奏團（Hagen Quartet）
- 好萊塢弦樂四重奏團（Hollywood Quartet）
- 匈牙利弦樂四重奏團（Hungarian Quartet）
- 義大利弦樂四重奏團（Quartetto Italiano）
- 姚阿幸弦樂四重奏團（Joachim Quartet）
- 茱莉亚弦乐四重奏团（Juilliard String Quartet）
- 柯波曼弦樂四重奏團（Kopelman Quartet）
- 克羅諾斯弦樂四重奏團（Kronos Quartet）
- Kuchl弦樂四重奏團（Kuchl Quartet）
- 拉薩葉弦樂四重奏團（Lasalle Quartet）
- 林夕弦樂四重奏團（Lindsay Quartet）
- 馬奇尼弦樂四重奏團（Maggini Quartet）
- 梅洛斯弦樂四重奏團（Melos Quartet）
- 馬賽克弦樂四重奏團（Quatuor Mosaïques）
- 紐西蘭弦樂四重奏團（New Zealand String Quartet）
- 歐弗德弦樂四重奏團（Orford Quartet）
- 奧蘭多弦樂四重奏團（Orlando Quartet）
- 彼德森弦樂四重奏團（Peterson Quartet）
- 布拉格弦樂四重奏團（Prague Quartet）
- 羅莎蒙德弦樂四重奏團（Rosamunde Quartet）
- 拉斯特雷利大提琴四重奏（Rastrelli Cello Quartett）
- 沙羅門弦樂四重奏團（Salomon Quartet）
- 上海弦樂四重奏團（Shanghai String Quartet）
- 西里西亞弦樂四重奏團（Silesian String Quartet）
- Skampa弦樂四重奏團（Skampa Quartet）
- 史密斯弦樂四重奏團（Smith Quartet）
- 陶卡奇四重奏團（Takács Quartet）
- 塔利希弦樂四重奏團（Talich Quartet）
- 東京弦樂四重奏團（Tokyo String Quartet）
- RTÉ Vanbrugh Quartet
- 維格弦樂四重奏團（Vegh Quartet）
- 四威尼斯（Quartetto di Venezia）
- 維梅爾弦樂四重奏團（Vermeer Quartet）
- 維爾塔弗弦樂四重奏團（Vertavo String Quartet）
- Quartet-X
- 扎格萊布弦樂四重奏團（Zagreb Quartet）
- Zorian Quartet

## 延伸阅读
- David Blum (1986). The Art of Quartet Playing: The Guarneri Quartet in Conversation with David Blum, New York: Alfred A. Knopf Inc. ISBN 0-394-53985-0,
- Arnold Steinhardt (1998).Indivisible by four, Farrar, Straus Giroux. ISBN 0-374-52700-8
- Edith Eisler (2000). 21st-Century String Quartets, String Letter Publishing. ISBN 1-890490-15-6
- Paul Griffiths (1983). The String Quartet: A History, New York: Thames and Hudson. ISBN 0-500-01311-X
- David Rounds (1999), The Four & the One: In Praise of String Quartets, Fort Bragg, CA: Lost Coast Press. ISBN 1-882897-26-9.
- Francis Vuibert (2009), Répertoire universel du quatuor à cordes, ProQuartet-CEMC[永久], ISBN 978-2-9531544-0-5